# Gaston Crémieux
Gaston Crémieux (Nîmes, 22 giugno 1836 – Marsiglia, 30 novembre 1871) è stato un avvocato e attivista francese.
Blanquista, fu protagonista della breve esperienza rivoluzionaria della comune di Marsiglia.

## Biografia
Figlio di Abraham Crémieux (1808-1872) e di Alexandrine Rachel Vidal (nata nel 1810), Louis Gaston Isaac discende da una famiglia ebraica imparentata ad Adolphe Crémieux (1796-1880). 
Laureato in giurisprudenza nell'Università di Aix en Provence nel 1856, esercitò l'avvocatura a Nîmes. Vi divenne l'avvocato dei poveri e nel 1857 fondò con quattro amici il giornale L'Avenir, sorvegliato dalla polizia bonapartista per le sue opinioni «politicamente pericolose»
Nel 1862 si trasferì a Marsiglia e s'iscrisse alla massoneria nel 1864, anno in cui sposò Noémie Molina, avendone tre figli, all'ultimo dei quali pose nome Robespierre, secondo le proprie convinzioni repubblicane e democratiche. Dal 1865 s'impegnò nella creazione di scuole per adulti, fondando a questo scopo, nel 1868, l'Association phocéenne de l'Enseignement, de l'Instruction et de l'Education des deux sexes.
Quando il Secondo Impero vacillava sotto le sconfitte patite nella guerra franco-prussiana, l'8 agosto 1870 Crémieux fu alla testa della prima insurrezione popolare di Marsiglia. Arrestato, il 27 agosto fu condannato a sei mesi di carcere. Ma il regime napoleonico cadde il 4 settembre e Crémieux venne liberato da una folla di 20.000 persone.
Alphonse Esquiros, nominato amministratore del dipartimento delle Bouches-du-Rhône, diede avvio a una vasta epurazione degli elementi bonapartisti, legittimisti e clericali, venendo sconfessato da Léon Gambetta. Il 1º novembre la commissione dipartimentale smentì però Gambetta e pose Esquiros alla testa della commissione municipale di Marsiglia, mentre Gustave Cluseret venne messo a capo della Guardia nazionale e Clovis Hugues prese il comando della Legione urbana.
Crémieux assistette il 12 febbraio del 1871 alla prima seduta dell'Assemblea Nazionale riunita a Bordeaux. Dalla tribuna del pubblico difese Garibaldi dagli insulti dei numerosi deputati monarchici, eletti soprattutto nelle province, lanciando l'invettiva famosa: «Maggioranza rurale, vergogna della Francia!»
Alla notizia dell'insurrezione di Parigi del 18 marzo, Crémieux prese la testa dell'insurrezione di Marsiglia. Il 22 marzo, guardie nazionali, soldati e guardie civiche occuparono la Prefettura destituendo le autorità e arrestando il prefetto Cosnier. Venne costituita la commissione dipartimentale con a capo Crémieux e costituita da altri 12 membri. Non c'era però accordo tra la Commissione dipartimentale e il Consiglio di Marsiglia, che venne sciolto, mentre il 27 marzo il generale Espivent de la Villeboisnet, comandante delle forze militari delle Bouches-du-Rhône, si dichiarava in stato di guerra contro le città ribelli del dipartimento. Il 3 aprile, al grido di «Viva Gesù! Viva il Sacro Cuore!», le sue truppe entrarono a Marsiglia che, bombardata anche dal mare, si arrese il 5 aprile.
Crémieux non fuggì e fu arrestato l'8 aprile. Processato il 12 giugno dalla corte marziale, il 28 giugno fu condannato a morte. Mentre egli scriveva in prigione il dramma Le Neuf Thermidor ou la mort de Robespierre, parenti e amici si attivavano per fargli ottenere la grazia. Thiers illuse la moglie di Crémieux promettendo una grazia che non aveva nessuna intenzione di concedere e il 30 novembre Crémieux fu fucilato nel campo di tiro del Faro di Marsiglia.